# Тесленко Артем Володимирович
Артем Володимирович Тесленко — солдат Збройних Сил України, учасник російсько-української війни, що загинув у ході російського вторгнення в Україну в 2022 році.

## Життєпис
Артем Тесленко народився 30 листопада 1984 року в місті Дніпродзержинську (з 2016 року — Кам'янське) Дніпропетровської області. Після закінчення 9-ти класів загальноосвітньої школи вступив до ПТУ № 22 в рідному місті. Закінчивши його, протягом 2003—2013 років працював у ККЦ металургійного комбінату. З 2014 року брав участь в АТО/ООС на Сході України. З початку російського вторгнення в Україну у березні 2022 року був мобілізований та перебував на передовій. Загинув 21 квітня 2022 року. Чин прощання із загиблим відбувся 2 травня 2022 року в рідному місті, панахида у Козацькій церкві Пресвятої Покрови ПЦУ разом із земляком Денисом Коваленком. Поховали Артема Тесленка на Алеї Слави військового цвинтаря на Соцмістечку міста Кам'янське.

## Родина
У загиблого залишилися батьки , сестра та донька.

## Нагороди
- Орден «За мужність» III ступеня (2022, посмертно) — за особисту мужність і самовіддані дії, виявлені у захисті державного суверенітету та територіальної цілісності України, вірність військовій присязі[3].